# Peder Kjellsby
Pour les articles homonymes, voir Kjellsby.
Peder Capjon Kjellsby, né le 7 février 1972, est un musicien norvégien, surtout connu pour ses musiques de films.
Il a réalisé la musique de plusieurs courts métrages et séries télévisées, notamment pour Thomas P. (no) et Nattskiftet (no). En tant que compositeur de musique de films, il a créé celles des films de la série « Varg Veum » (Svarte får, Dødens drabanter, Kalde hjerter et De døde har det godt), ainsi que celle du film Barn de 2019.
Il a remporté le prix Amanda 2012 pour la musique de Varg Veum – De døde har det godt et le prix Amanda 2020 pour la musique de Barn,.
Peder Kjellsby est basé à Nesodden, à proximité d'Oslo.

## Filmographie partielle

### Au cinéma
- 2000 :  De 7 dødssyndene
- 2000 :  Utukt  (court-métrage)
- 2006 :  Trøbbel  (court-métrage)
- 2011 :  Varg Veum - Svarte får
- 2011 :  Varg Veum - Dødens drabanter
- 2012 : Varg Veum – De døde har det godt
- 2012 :  Varg Veum - Kalde hjerter
- 2012 :  Som du ser meg
- 2014 :  Det er meg du vil ha
- 2017 :  The John Dalli Mystery
- 2019 :  Hjelperytteren4
- 2019 : Barn
- 2023 : Sous hypnose (Hypnosen)
- 2023 :  Nissejakt
- 2024 : Sex
- 2024 : Love (Kjærlighet)

### À la télévision
- 2007 : Thomas P. (no)  (série télévisée, 11 épisodes)
- 2012 : Nattskiftet (no)  (série télévisée, 10 épisodes)
- 2024 :  Tax Wars  (téléfilm)

## Récompenses et distinctions
- Prix Amanda 2012 dans la catégorie meilleure musique pour Varg Veum – De døde har det godt
- Prix Amanda 2020 dans la catégorie meilleure musique originale pour Barn (avec Arnaud Fleurent-Didier)

- (en) Peder Kjellsby: Awards, sur l'Internet Movie Database